# Guda de Weissfauen
Guda de Weissfauen, ou simplesmente, Guda foi uma iluminadora alemã de meados do século XII.
Ela pintou seu autorretrato em um Homiliarium — uma coleção de textos para pregações religiosas — considerado um dos mais antigos feitos por um artista na história da arte ocidental.

## Carreira
Guda criou um autorretrato em uma letra capital no Homiliário de São Bartolomeu do século XII (agora em Frankfurt am Main, Staatsbibliothek). Seu autorretrato foi simbolicamente colocado na nona homilia de São João Crisóstomo, uma posição ideal para testemunhar a Segunda Vinda de Cristo. Sua inscrição, "Guda, uma pecadora, escreveu e pintou este livro", foi usada para confessar seu caminho pecaminoso, juntamente com a descrição de si mesma como uma artista na esperança de aumentar sua chance de salvação. Além de servir como um autorretrato, esta inicial ilustrada também pode ser considerada uma assinatura de retrato, identificando Guda como um indivíduo e uma escriba.

## Legado
Os estudiosos de hoje atribuem a Guda o título de uma das primeiras mulheres na civilização ocidental a criar um autorretrato assinado. Embora possa ter havido outras iluminadoras femininas, como Clarícia, uma leiga em um Scriptorium da Baviera, não há evidências concretas de seu envolvimento exato com essas iluminações.
A influência de Guda sobre freiras dos séculos posteriores é notada. Isso é visto através de pinturas manuscritas como "O Coração na Cruz", que retrata uma freira trocando votos com um noivo místico dentro do Sagrado Coração de Jesus pregado em uma cruz. Colocar a freira no coração em vez de ao redor da periferia da pintura quebrou as restrições tradicionais para a colocação feminina dentro de pinturas religiosas, mostrando que o envolvimento feminino em iluminações deu a plataforma para enfatizar seu papel em instituições religiosas.

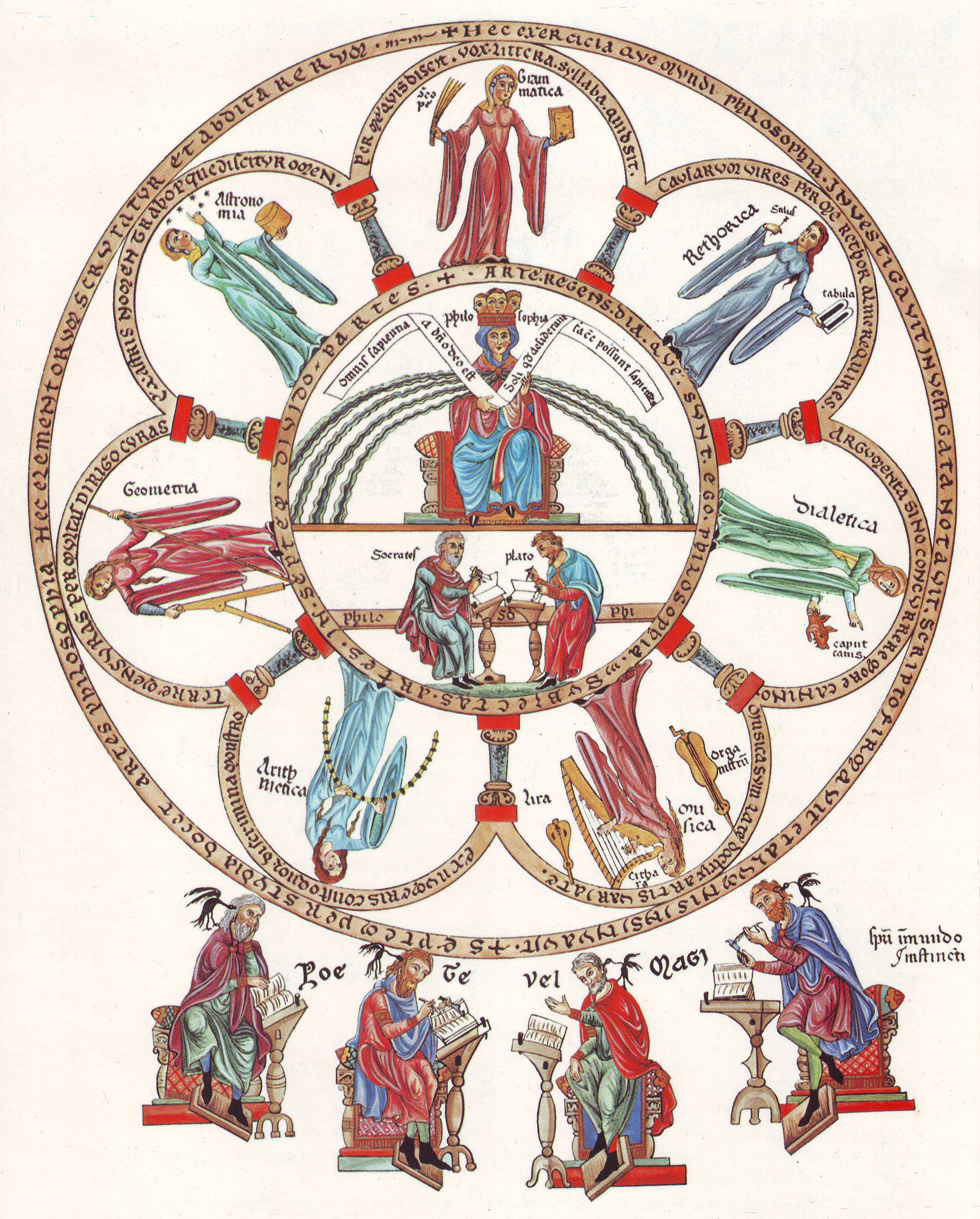
Ilustração da Filosofia e as 7 Artes Liberais no Hortus deliciarum.

O envolvimento feminino na escrita de manuscritos e iluminuras é melhor visto com Herrad de Landsberg e seu trabalho no Hortus deliciarum. A marca de Herrad e a prova de sua autoria são consistentes neste manuscrito. Isso é demonstrado através da omissão e inclusão de escritos religiosos dependendo de seu gosto, editando fontes para tornar o manuscrito mais acessível para as freiras da Abadia de Hohenbourg, e até mesmo críticas ao clero, como visto na representação removida do inferno que ela tentou incluir. O trabalho de Herrad neste manuscrito foi construído sobre o alicerce que Guda estabeleceu para as mulheres mostrarem expressão, identidade e clamar por reforma por meio de manuscritos e iluminuras.
Outras demonstrações de apelos por reforma por meio de iluminuras e manuscritos são vistas por meio de freiras do século XV e suas ordens. A irmã Magdalena Kremerin escreveu sobre as mães fundadoras tendo dificuldades em incorporar comunidades femininas na Ordem Dominicana, levando à inspiração para um protesto bem-sucedido dirigido ao papa que levou à sua aceitação. As iluminuras alteradas em manuscritos de freiras de Santa Maria Madalena se colocam mais à frente e no centro em várias obras religiosas, pedindo uma mudança em quão valorizadas as freiras eram em sua ordem, ao mesmo tempo em que tentavam fortalecer sua conexão com Deus. A escrita de manuscritos até mesmo preservou a existência dessas ordens reformadas, como visto com as freiras da Ordem de Kremerin que foram capazes de se defender das tentativas do duque Eberhard de sabotar sua defesa pela mudança compilando uma carta para nobres e burgueses que os convenceu a defender sua ordem.
A contribuição de Guda para a iluminura e a escrita de manuscritos medievais femininos não apenas abriu novos caminhos para expressão e identidade que não eram possíveis antes, mas também abriu caminho para a reforma social, política e religiosa por meio dessas ferramentas.